# Ritratto
Ritratto (deutsch: ‚Porträt‘) ist eine Oper in einem Akt (sieben Szenen) von Willem Jeths (Musik) mit einem Libretto von Frank Siera. Die Uraufführung war für den 13. März 2020 im Internationaal Theater Amsterdam geplant, musste aber aufgrund der Maßnahmen wegen der COVID-19-Pandemie kurzfristig abgesagt werden. De Nationale Opera stellte stattdessen einen Videomitschnitt der Generalprobe vom Vortag bei YouTube bereit. Die öffentliche Uraufführung fand erst ein halbes Jahr später, am 7. Oktober 2020, statt.

## Handlung
Die Oper beschreibt die Lebensgeschichte einer italienischen High-Society-Ikone zur Zeit des beginnenden Ersten Weltkriegs. Die extravagante reiche Erbin Luisa Casati inszeniert sich selbst als lebendes Kunstwerk und umgibt sich mit führenden Künstlern ihrer Zeit. Als der Krieg ausbricht, werden die meisten ihrer Freunde einschließlich ihres Geliebten Gabriele D’Annunzio von Kriegsbegeisterung erfasst. Sie selbst distanziert sich davon, um ihr Leben weiterhin der Kunst zu widmen, und opfert sich letztlich ihrem Ideal.
Ein wesentliches Thema der Oper ist die Bedeutung der Kunst vor dem Hintergrund des Ersten Weltkriegs. Der italienische Futurismus, dem einige von Luisas Freunden angehörten, wurde zum Wegbereiter des dortigen Faschismus.

### Szene 0 (Prolog): „Warm Welcome“ – Warmer Empfang
Luisa Casati hat zu einem Maskenball im Palazzo dei Leoni in Venedig eingeladen. Ihr Diener Garbi, der sich als stummen Beobachter sieht, heißt die Anwesenden willkommen und stellt die Gastgeberin vor: Sie sei die reichste Frau und die seltsamste Kreatur und habe die größten Augen in Italien. Als Ehrengäste sind der Impresario Sergei Diaghilev, der Fotograf Man Ray, der Maler Kees van Dongen, der Dichter Filippo Marinetti, der Bildhauer Jacob Epstein und der Dichter Gabriele D’Annunzio eingetroffen.

### Szene 1: „Party at the Palazzo“ – Party am Palast
Die Gäste unterhalten sich über die Kunst und preisen die von ihnen als Muse verehrte Luisa Casati. Nach einer Weile erscheint diese selbst, bereits angetrunken, und begrüßt die Gäste mit einer Arie („Good evening spectators, enjoy your drinks“).

### Szene 2: „A Break by Brooks“ – Eine Unterbrechung durch Brooks
Während D’Annunzio Luisa in einer eigenen Arie huldigt („You are not a queen“) taucht unerwartet die Malerin Romaine Brooks im Palast auf. Nach einem kleinen Wortgefecht mit Luisa – die beiden hatten in der Vergangenheit offenbar Probleme miteinander – verkündet Romaine den Anwesenden, dass Krieg ausgebrochen sei. Sie hält eine Feier wie diese unter solchen Umständen für unangebracht. Luisa ignoriert sie einfach und versucht vergeblich, die Gäste auf die verschiedenen Attraktionen in ihrem Palast hinzuweisen. Marinetti, D’Annunzio und die anderen sind jedoch in Gedanken bereits bei den von ihnen ersehnten Kampfhandlungen, die Marinetti in einer Arie bildhaft beschreibt („Marcia del cannoneggiamento“). Alle außer Romaine, D’Annunzio und Garbi verlassen begeistert die Feier. Luisa bleibt traurig zurück (Arie: „It knocked me out“).

### Szene 3: „Three is a Crowd“ – Drei sind eine Menschenmenge
Auch D’Annunzio ist von der Kriegsbegeisterung angesteckt und verabschiedet sich von den beiden Frauen. Romaines Warnungen bleiben ungehört. Dass Luisa ihr Leben weiterhin der Kunst widmen will, weckt ihren Widerspruch (Arie: „Is art your life, or is life your art?“).

### Szene 4: „The End of an Era“ – Das Ende einer Ära
Garbi unterbricht das Gespräch der beiden Frauen mit dem Hinweis, dass Gerichtsvollzieher gekommen seien, um Luisas sämtlichen Besitz zu konfiszieren. Sie ist pleite. Nach den Beamten dringen zudem Soldaten ins Haus ein, die vor dem Krieg Schutz suchen. Luisa will nicht aufgeben, sondern zurückschlagen (Arie: „It knocks me out“).

### Szene 5: „The Two of Us Together“ – Wir beide zusammen
Luisa bittet Romaine, ein Porträt von ihr zu malen. Diese zögert und bringt verschiedene Ausreden vor. Letztlich gelingt es Luisa, sie umzustimmen. Romaine soll diesen Moment der Wahrheit abbilden. Während der Arbeit bringt Garbi einen Brief D’Annunzios von der Front. Gabriele ist Kampfpilot und hat bereits ein Auge verloren. Dennoch zeigt er sich begeistert von dem Geschehen. Die Erwähnung der Augen bringt Luisa auf die Idee, ihre Augen und andere Körperteile herauszuschneiden zu lassen und in das Bild einzubauen, um so die Realität in Kunst zu verwandeln. Romaine weigert sich entsetzt, ihr diesen Wahnsinnswunsch zu erfüllen (Arie: „Je suis perdue“), doch Luisa greift zu einem Messer und blendet sich selbst. Romaine verlässt den Palast. Auch die Soldaten und die Gerichtsvollzieher sind inzwischen mitsamt der Einrichtung abgezogen.

### Szene 6: „Battlefield Deliberation“ – Schlachtfeld-Überlegungen
Luisa vernimmt wie in einer Vision die Stimme D’Annunzios, der den Rest seines Briefs vorliest. Darin schreibt er von erlebtem Kannibalismus und Obszönitäten. So habe er einige seiner Rippen entfernt, um Autofellatio ausführen zu können. Auch habe er das Fleisch von Kindern genossen. Luisa erkennt, dass sie in ihrer Verehrung für D’Annunzio zu weit gegangen ist. Auch Garbi gesteht, diesen Mann nie gemocht zu haben. Er will nicht länger als Kunstwerk durchs Leben gehen und empfiehlt auch Luisa, damit aufzuhören. Obwohl körperlich blind, sieht Luisa nun einige Dinge klarer als zuvor. Die Künstler vom Beginn der Oper bestätigen ihr, dass das Leben und die Wahrheit einen höheren Rang haben als die Kunst. Garbi hofft, dass Luisa eines Tages, nachdem sie ihr Vermögen verloren hat, bei einer Flasche billigen Weins mit einem Freund reden könne. In ihrer Blindheit könne sie Trost in der Wahrheit und der Fantasie finden (Arie: „Life knocked you out“).

## Gestaltung

### Orchester
Die Orchesterbesetzung der Oper enthält die folgenden Instrumente:
- Klarinetten in B, A und Es
- Fagott
- Horn in F
- Schlagzeug (zwei Spieler): Glockenspiel, Crotales (2 Oktaven), Wassergongs, Thai Gongs, Boobams, Becken (Paarbecken), großes Tamtam, Tamburin, Holzblock, Löwengebrüll, Rassel, Holzkiste (mit Holzhammer), Triangel, Flexaton (hoch), Snare Drum, große Trommel (mit Becken)
- Harfe
- Klavier
- Streicher: mindestens fünf Violinen 1, fünf Violinen 2, vier Bratschen, vierVioloncelli, zwei Kontrabässe
- Elektronischer Klangeffekt in Szene 2[3]

### Musik
Jeths verzichtet auf moderne Kompositionstechniken. Die Musik ist tonal und orientiert sich am Stil Giacomo Puccinis. Sie enthält viele Zitate von Richard Strauss bis Maurice Ravel.

## Werkgeschichte
Der niederländische Komponist Willem Jeths (geboren 1959, von 2014 bis 2016 erster „Nederlandse Componist des Vaderlands“) erhielt den Auftrag zu dieser Oper von der Niederländischen Nationaloper. Das Libretto stammt von dem jungen Regisseur und Schriftsteller Frank Siera. Das Werk entstand in den Jahren 2018 und 2019. Es ist Pierre Audi gewidmet. Die Uraufführung sollte am 13. März 2020 im Rahmen des Opera Forward Festivals im Internationaal Theater Amsterdam stattfinden. Aufgrund der Maßnahmen wegen der COVID-19-Pandemie musste sie jedoch nach der Generalprobe vom 12. März kurzfristig abgesagt werden. Die Niederländische Nationaloper stellte daraufhin einen Video-Mitschnitt dieser Probe auf YouTube im Internet bereit. Die Partitur wurde beim Musikverlag Donemus veröffentlicht.
Die musikalische Leitung hatte Geoffrey Paterson. Es spielte die Amsterdam Sinfonietta. Regie führte Marcel Sijm. Für die Bühne war Marc Warning zuständig, für die Kostüme Jan Taminiau, für das Lichtdesign Alex Brok (Licht) und für die Choreografie Zino Ainsly Schat. Dramaturg war Klaus Bertisch. Die Sänger waren überwiegend Teilnehmer des Talententwicklungsprogramms der Niederländischen Nationaloper (DNOS). Es sangen Verity Wingate (Luisa Casati), Polly Leech (Romaine Brooks), Paride Cataldo (Gabriele D’Annunzio), Martin Mkhize (Garbi), Cameron Shahbazi (Sergei Diaghilev), Lucas van Lierop (Man Ray), Dominic Kraemer (Kees van Dongen), Sam Carl (Filippo Marinetti), Frederik Bergman (Jacob Epstein).
Der Rezensent der niederländischen Tageszeitung Het Parool war begeistert von den schönen Melodien, den großartigen Ausführenden, darunter besonders Verity Wingate in der Hauptrolle, sowie den „magischen“ Kostümen und den Bühnenbildern. Man könne nur „inbrünstig hoffen“, dass das Werk bald im Theater zu sehen sein werde. Der Rezensent von Place de l’Opera fand Musik und Bilder überwältigend. Er bewunderte die extravaganten Kostüme und die fantasievolle Regie, wies aber den größten Verdienst dem Komponisten zu. Auch die Darbietungen der jungen Sänger beeindruckten ihn stark. Andrew Clements vom britischen Guardian beschrieb die Musik als Mainstream-konservativ mit weitgehend deklamatorischem Gesangsstil. Doch es handle sich um ein prägnantes, dramaturgisch straffes Stück, das von Marcel Sijm stylisch inszeniert wurde. Manuel Brug von der Welt bezeichnete die Inszenierung „ein Designfest mit deutlich transgenderndem LGBTQ-Einschlag“. Auch er lobte die Sänger und vor allem Wingate als „eindrücklich zwiespältige Luisa“. Die Oper sei ein „sinnliche[r] Parcours durch die damalige Klanggeschichte“, am Schluss aber „ganz melancholisch und düster“.
Ein halbes Jahr später, am 7. Oktober 2020, kam es schließlich zur öffentlichen Uraufführung, nun im großen Auditorium der Amsterdamer Oper vor einem auf 250 Personen begrenzten Publikum.

## Aufnahmen
- 12. März 2020 – Geoffrey Paterson (Dirigent), Marcel Sijm (Regie), Marc Warning (Bühne), Jan Taminiau (Kostüme), Alex Brok (Licht), Klaus Bertisch (Dramaturgie), Zino Ainsly Schat (Choreografie), Amsterdam Sinfonietta.
 Verity Wingate (Luisa Casati), Polly Leech (Romaine Brooks), Paride Cataldo (Gabriele D’Annunzio), Martin Mkhize (Garbi), Cameron Shahbazi (Sergei Diaghilev), Lucas van Lierop (Man Ray), Dominic Kraemer (Kees van Dongen), Sam Carl (Filippo Marinetti), Frederik Bergman (Jacob Epstein).
 Mitschnitt der Generalprobe zur kurzfristig abgesagten Uraufführung.
 Video-Übertragung bei YouTube.[5]